# Destrozado y sin control (álbum)
Destrozado y sin control es el álbum de estudio de la cantante peruana Leslie Shaw, lanzado el 9 de abril de 2010. Los temas "Destrozado y sin control" y "Una vez más" , se desprendieron como sencillos y tuvieron rotación por la cadena MTV, Shaw participó en el Festival de Viña del Mar en la categoría internacional con su tema "Destrozado y sin control".

## Lista de canciones
1. «Una vez más»
2. «Destrozado y sin control»
3. «Juegos»
4. «Luz»
5. «Estúpida chica pop» (con Francisco Murías)
6. «Mientes»
7. «En todo momento»
8. «Ven»
9. «Don»